# Jorge Mayer
Jorge Mayer (San Miguel, 20 de novembro de 1915 - 25 de dezembro de 2010) foi um religioso argentino, arbispo católico da Arquidiocese de Bahía Blanca, Argentina, entre 1972 e 1991.